# Escut de Salàs de Pallars
L'escut oficial de Salàs de Pallars té el següent blasonament:
Escut caironat: d'atzur, una àguila bicèfala coronada de sable carregant al pit un escudet de gules amb 3 palles d'or posades en banda, i sobremuntada d'un castell d'or obert. Per timbre una corona mural de vila.

## Història

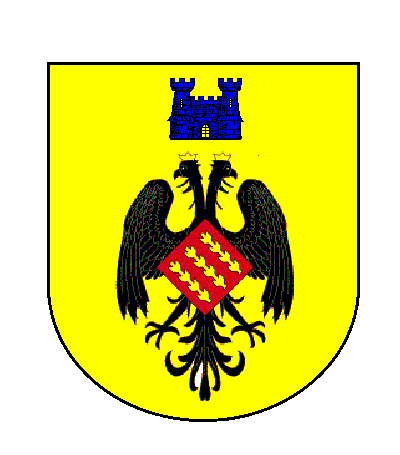
Escut antic de Salàs de Pallars

Va ser aprovat el 3 de desembre de 1987, substituint l'escut antic.

## Interpretació
L'escut tradicional de la vila conté l'àguila bicèfala dels comtes de Pallars (amb l'escudet amb les palles, que són les armes parlants del comtat), ja que el castell de Salàs (del segle xi, també reproduït a l'escut) va pertànyer a aquest comtat, més endavant marquesat.